# Judd Hirsch
Judd Seymore Hirsch (* 15. März 1935 in der Bronx, New York City, New York) ist ein US-amerikanischer Schauspieler, der in seiner Hauptrolle als Alex Reiger in der Fernsehserie Taxi bekannt wurde.

## Leben
Judd Hirsch wurde im Stadtteil Bronx in New York City geboren. Er stammt aus einer jüdischen Familie; seine Eltern waren Mutter Sally Hirsch-Kitzis und Vater Joseph Sidney Hirsch, der als Elektriker arbeitete. Er besuchte die De Witt Clinton High School und studierte später Physik auf dem City College of New York. Mit seiner ersten Frau war er von 1956 bis 1958 verheiratet. 1992 heiratete er Bonnie Sue Chalkin, von der er sich 2003 wieder trennte. Hirsch hat drei Kinder: Alexander Fenton, Montana und London Rocket Hirsch.
Für die Hauptrolle des Alex Reiger, den er in der Fernsehserie Taxi spielte, die von 1978 bis 1983 auf dem Sender ABC und später bei NBC ausgestrahlt wurde, erlangte er erstmals große Bekanntheit, auch in Deutschland. Für seine schauspielerischen Leistungen in der Serie wurde er 1981 und 1983 mit dem Emmy Award ausgezeichnet. Von 1988 bis 1992 spielte er die Hauptrolle in der Serie Mein lieber John, für die er 1989 den Golden Globe Award gewann. Von 2005 bis 2010 war er in der US-Serie Numbers – Die Logik des Verbrechens zu sehen. In beiden Fernsehserien wird er von Roland Hemmo synchronisiert. Außerdem hatte er 1999 einen Kurzauftritt als er selbst in der Rolle des Alex Reiger in dem Film Der Mondmann, der der amerikanischen Komikerlegende Andy Kaufman gewidmet ist, der damals die Nebenrolle des Automechanikers Latka Gravas in der Taxi-Fernsehserie spielte.
Als bester Nebendarsteller war Hirsch 1981 für seine Rolle in Eine ganz normale Familie für den Oscar nominiert. 1986 und 1992 erhielt er den Tony Award als bester Hauptdarsteller für schauspielerische Leistungen am Theater. Eine weitere Oscar-Nominierung wurde Hirsch im Jahr 2023 für die Nebenrolle des Onkel Boris in Steven Spielbergs Filmdrama Die Fabelmans zuerkannt.

## Filmografie
- 1971: Ass auf Rädern (Jump)
- 1973: Serpico
- 1974: Anwalt gegen das Gericht (The Law, Fernsehfilm)
- 1975: The Law (Fernsehdreiteiler, alle Folgen)
- 1975: Die schwarze Liste (Fear on Trial, Fernsehfilm)
- 1975: Medical Story (Fernsehserie, Folge 1x08)
- 1975: The Legend of Valentino (Fernsehfilm)
- 1976: The Keegans (Fernsehfilm)
- 1976: Visions (Fernsehserie, Folge 1x01)
- 1976–1977: Delvecchio (Fernsehserie, 22 Folgen)
- 1977: Rhoda (Fernsehserie, 2 Folgen)
- 1978: König der Zigeuner (King of the Gypsies)
- 1978–1983: Taxi (Fernsehserie, 114 Folgen)
- 1979: Hallo Baby! (Sooner or Later, Fernsehfilm)
- 1979: The Halloween That Almost Wasn’t (Kurzfilm)
- 1980: The Last Resort (Fernsehserie, Folge 1x15)
- 1980: Marriage Is Alive and Well (Fernsehfilm)
- 1980: Eine ganz normale Familie (Ordinary People)
- 1981: The Robert Klein Show (Fernsehfilm)
- 1982: I Love Liberty (Fernsehfilm)
- 1983: An einem Morgen im Mai (Without a Trace)
- 1983: Lights: The Miracle of Chanukah (Kurzfilm)
- 1984: The Goodbye People
- 1984: Die Aufsässigen (Teachers)
- 1985: Detective in the House (Fernsehserie)
- 1985: First Steps (Fernsehfilm)
- 1985: Die feindlichen Zwillinge (Brotherly Love, Fernsehfilm)
- 1987: American Masters (Fernsehserie, Folge 2x01 Isaac in America: A Journey with Isaac Bashevis Singer, Stimme für Erzähler)
- 1988: Die Flucht ins Ungewisse (Running on Empty)
- 1988: Gesprengte Ketten – Die Rache der Gefangenen (The Great Escape II: The Untold Story)
- 1988–1992: Mein lieber John (Dear John, Fernsehserie, 90 Folgen)
- 1990: Eine erniedrigte Frau (She Said No, Fernsehfilm)
- 1991: The American Experience (Fernsehserie, Folge 3x11 Coney Island, Stimme)
- 1994: Verraten und mißbraucht (Betrayal of Trust, Fernsehfilm)
- 1996: Independence Day
- 1996: Caroline in the City (Fernsehserie, Folge 2x08 Caroline and the Comic)
- 1997: Die Farbe der Gerechtigkeit (Color of Justice, Fernsehfilm)
- 1997: George & Leo (Fernsehserie, 22 Folgen)
- 1999: Rocky Marciano (Fernsehfilm)
- 1999: Out of the Cold
- 1999: Der Mondmann (Man on the Moon)
- 2000: Welcome to New York (Fernsehserie, Folge 1x07)
- 2001: Frauenpower (Family Law, Fernsehserie, Folge 3x08)
- 2001: A Beautiful Mind – Genie und Wahnsinn (A Beautiful Mind)
- 2002: Philly (Fernsehserie, Folge 1x12)
- 2003, 2018: Law & Order: Special Victims Unit (Fernsehserie, Folge 4x14, 20x10)
- 2003: Regular Joe (Fernsehserie, 5 Folgen)
- 2003: Street Time (Fernsehserie, Folge 2x04)
- 2003: Criminal Intent – Verbrechen im Visier (Law & Order: Criminal Intent, Fernsehserie, Folge 3x05)
- 2003: Who Killed the Federal Theatre (Fernsehfilm)
- 2004: Zeyda and the Hitman
- 2005–2010: Numbers – Die Logik des Verbrechens (NUMB3RS, Fernsehserie, 114 Folgen)
- 2006: Brother’s Shadow
- 2006: Damages (Fernsehfilm)
- 2006: Tom Goes to the Major (Fernsehserie, Folge 2x07 Spray a Carpet or Rug, Stimme für Gefängnisinsasse)
- 2006: Studio 60 on the Sunset Strip (Fernsehserie, Folge 1x01)
- 2009: American Dad (American Dad!, 2 Folgen)
- 2010: The Whole Truth (Fernsehserie, Folge 1x03)
- 2010: Polish Bar
- 2010: Warehouse 13 (Fernsehserie, Folge 2x13)
- 2011–2012: Damages – Im Netz der Macht (Damages, Fernsehserie, 6 Folgen)
- 2011: Tage der Unschuld (Silent Witness)
- 2011: Aushilfsgangster (Tower Heist)
- 2011: Cheyenne – This Must Be the Place (This Must Be the Place)
- 2012: Good Wife (Fernsehserie, Folge 4x08)
- 2013: Perception (Fernsehserie, Folge 2x08)
- 2014: Sharknado 2 (Sharknado 2: The Second One, Fernsehfilm)
- 2014–2015: Forever (Fernsehserie, 22 Folgen)
- 2015: Wild Oats
- 2015–2020: Die Goldbergs (The Goldbergs, Fernsehserie, 7 Folgen)
- 2016: The Big Bang Theory (Fernsehserie, Folgen 9x24–10x01)
- 2016: Independence Day: Wiederkehr (Independence Day: Resurgence)
- 2017: The Meyerowitz Stories (New and Selected)
- 2017–2018: Superior Donuts (Fernsehserie, 34 Folgen)
- 2019: Der schwarze Diamant (Uncut Gems)
- 2020–2023: Hunters (2020) (Fernsehserie, 3 Folgen)
- 2022: Showing Up
- 2022: Die Fabelmans (The Fabelmans)
- 2022: Hollywood Stargirl
- 2025: Mid-Century Modern (Fernsehserie, eine Folge)
- 2025: The Best You Can